# Blandfordiaceae
Las blandfordiáceas  (nombre científico Blandfordiaceae) son una familia de plantas monocotiledóneas con un único género, Blandfordia, y 4 especies distribuidas en el este de Australia. Allí se las llama "Christmas Bells" ("campanas de Navidad") debido a la forma de sus flores y al momento de su floración, que coincide con la Navidad australiana. Son hierbas perennes erectas (de unos 1,50 m de altura), de hojas dísticas, su inflorescencia un racimo, con flores con pedicelos articulados y tépalos grandes y formando un perigonio tubular. El receptáculo floral desarrolla un ginóforo. Las anteras son latrorsas y las semillas tienen pelos conspicuos. La familia fue reconocida por sistemas de clasificación modernos como el sistema de clasificación APG II del 2003 y el APWeb (2001 en adelante). 

## Filogenia
Hypoxidaceae es una familia que tradicionalmente había sido ubicada en Amaryllidaceae. Lanariaceae con su único género Lanaria en el pasado fue considerado un miembro de Haemodoraceae (Hutchinson 1967) o Tecophilaeaceae (Dahlgren et al. 1985). Estas dos familias junto con Asteliaceae, Blandfordiaceae y probablemente también Boryaceae forman un clado, y salvo por la ubicación de Boryaceae, las otras 4 tienen buen apoyo como clado en los análisis moleculares. Una sinapomorfía potencial para estas familias es la estructura del óvulo: al menos Asteliaceae, Blandfordiaceae, Lanariaceae e Hypoxidaceae poseen una constricción chalazal y una cofia nucelar ("nucellar cap"). Soltis et al. (2005), dejando afuera del clado a Boryaceae, sugirieron que estas familias se fusionararan en un Hypoxidaceae sensu lato.

## Taxonomía
El género y las especies, conjuntamente con su publicación válida, distribución y hábito se listan a continuación (Real Jardín Botánico de Kew):
- Blandfordia cunninghamii Lindl., Edwards's Bot. Reg. 31: t. 18 (1845). Nueva Gales del Sur (Blue Mts.). Geofita tuberosa
- Blandfordia grandiflora R.Br., Prodr.: 296 (1810). Sudeste de Queensland al noreste de Nueva Gales del Sur. Geofita tuberosa
- Blandfordia nobilis Sm., Exot. Bot. 1: 5 (1804). E. de  Nueva Gales del Sur. Geofita tuberosa
- Blandfordia punicea (Labill.) Sweet, Hort. Brit., ed. 2: 517 (1830). Tasmania. Geofita tuberosa